# Assiat Saítov
Assiat Mansúrovitx Saítov (en rus: Асят Мансурович Саитов), (Kúibixev, 1 de gener de 1965) és un ciclista rus, ja retirat, que fou professional del 1990 al 1996. Es casà amb l'atleta Svetlana Masterkova.
El 1988, com a ciclista amateur, va prendre part en els Jocs Olímpics d'Estiu de Seül, on disputà dues proves del programa de ciclisme sota bandera soviètica.
Com a ciclista professional aconseguí dues victòries d'etapa a la Volta a Espanya, el 1990 i 1995, així com dos Campionats de Rússia en ruta, el 1992 i 1995.

## Palmarès
- 1984
  - 1r a l'Olympia's Tour i vencedor d'una etapa
  - 1r a la Volta a Grècia
- 1985
  - Vencedor d'una etapa a la Settimana Ciclistica Bergamasca
  - Vencedor de 4 etapes a la Volta a Cuba
- 1986
  - Vencedor de 2 etapes a la Volta a Cuba
- 1987
  - Vencedor d'una etapa a la Settimana Ciclistica Bergamasca
  - Vencedor d'una etapa a la Volta a Sotxi
- 1988
  - 1r al Trofeu Adolfo Leoni
  - Vencedor d'una etapa del Giro de les Regions
- 1989
  - Vencedor de 4 etapes a la Volta a Cuba
- 1990
  - Vencedor d'una etapa a la Volta a Espanya i 1r a la Classificació d'esprints especials
- 1992
  -  Campió de Rússia en ruta
  - 1r al Trofeu Castella i Lleó
  - Vencedor de 2 etapes al Giro de Calàbria
  - Vencedor d'una etapa a la Volta al País Basc
- 1993
  - 1r al Trofeu Palma de Mallorca de la Challenge de Mallorca
  - Vencedor d'una etapa a la Volta a Aragó
- 1994
  - 1r al Gran Premi de Laudio
  - Vencedor d'una etapa a la Volta a La Rioja
  - Vencedor d'una etapa a la Ruta del Sud
  - Vencedor de 2 etapes al Trofeu Castella i Lleó
- 1995
  -  Campió de Rússia en ruta
  - Vencedor d'una etapa a la Volta a Espanya
  - Vencedor d'una etapa a la Volta al País Basc
  - 1r a la Volta a l'Alentejo
- 1996
  - Vencedor d'una etapa a la Volta a Portugal

### Resultats al Tour de França
- 1990. Abandona (15a etapa)

### Resultats a la Volta a Espanya
- 1990. 129è de la classificació general. Vencedor d'una etapa i de la Classificació d'esprints especials
- 1991. Fora de control (12a etapa)
- 1992. 72è de la classificació general
- 1993. 59è de la classificació general. Vencedor de la Classificació d'esprints especials
- 1994. 105è de la classificació general
- 1995. 52è de la classificació general. Vencedor d'una etapa

### Resultats al Giro d'Itàlia
- 1990. 79è de la classificació general
- 1993. 113è de la classificació general
- 1996. Abandona (13a etapa)